# Анклавы Куч-Бихара

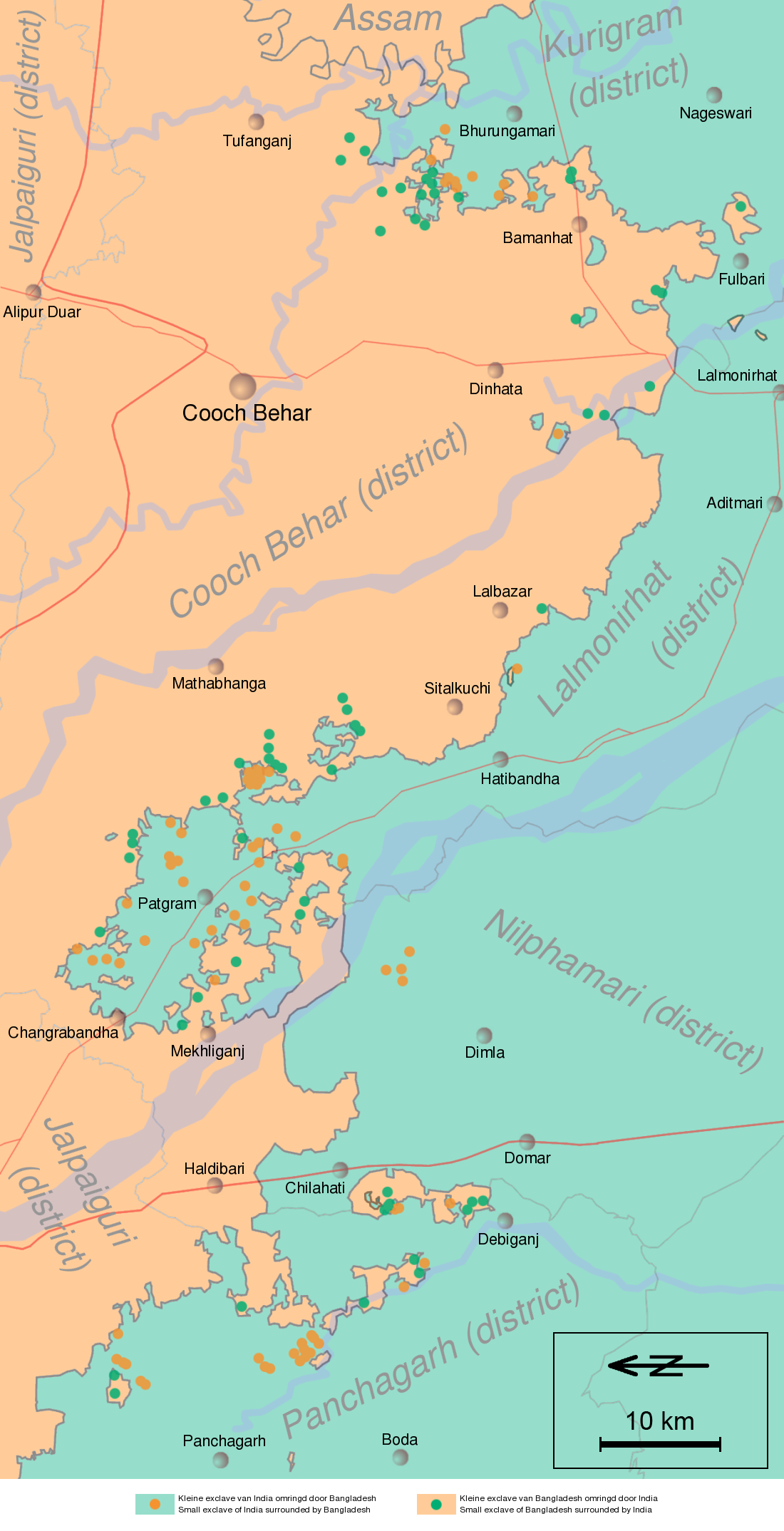
Карта анклавов. Верх карты — восток

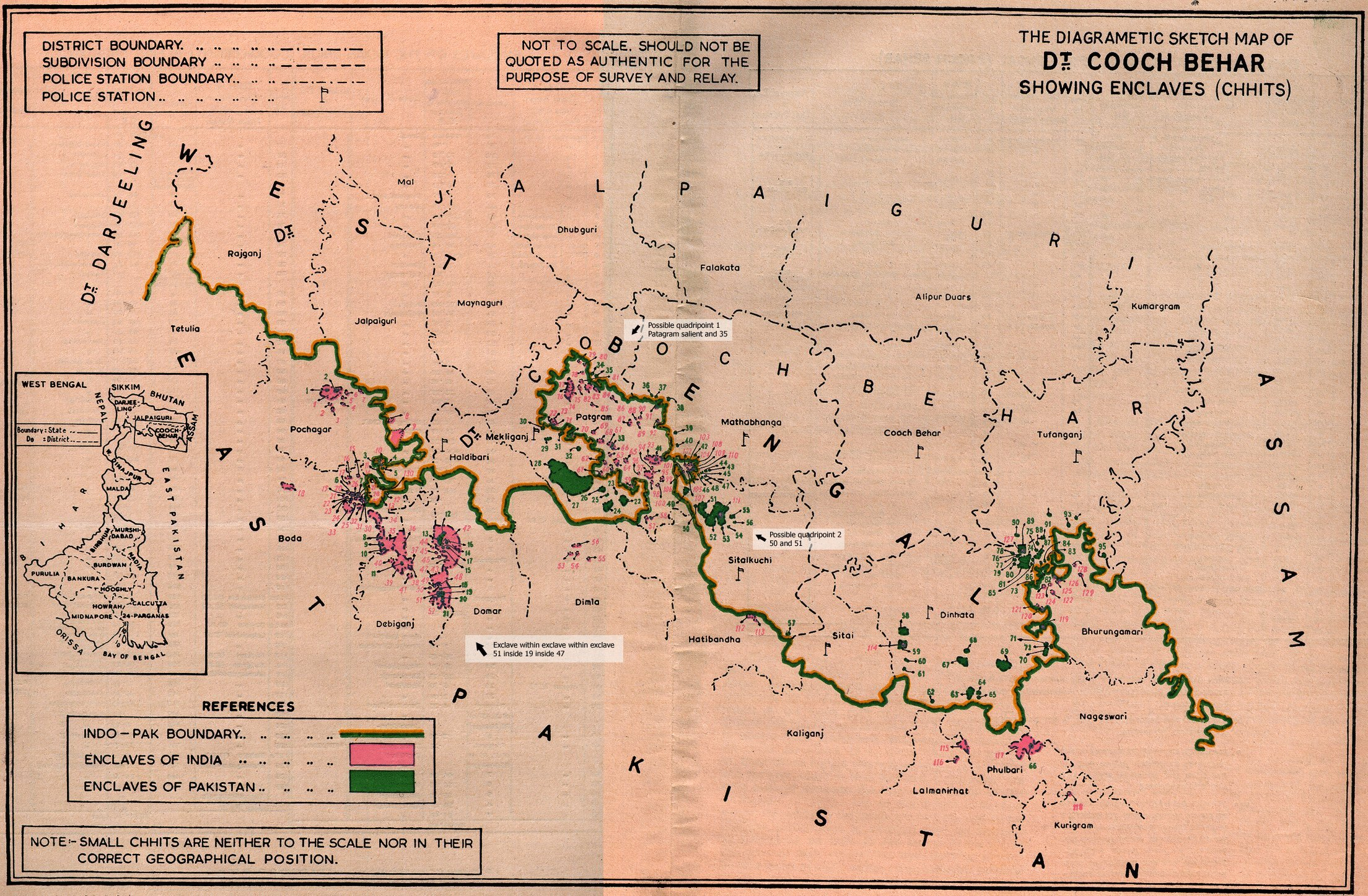
Карта анклавов

Анклавы Куч-Бихара — бывший анклавный комплекс на границе Индии и Бангладеш.
В Бангладеш было расположено 106 эксклавов индийского округа Куч-Бихар, в том числе три анклава второго порядка и один третьего порядка. В Индии — 92 эксклава Бангладеш, в том числе 21 анклав второго порядка.
Общая площадь эксклавов Бангладеш составляла 49,7 км², площадь эксклавов Индии — 69,6 км². Крупнейшим индийским эксклавом был Балапара-Хаграбари площадью в 25,95 км², крупнейшим бангладешским — Дахаграм-Ангарпота, площадью в 18,7 км² (составлял 38 % территории всех эксклавов Бангладеш; на данный момент — единственный оставшийся анклав). Площадь самого маленького индийского эксклава Панисала составляла 1093 м². Площадь самого маленького эксклава Бангладеш, анклава второго порядка Упанчовки-Бхайни, была всего лишь 53 м². Этот самый маленький анклав в мире являлся джутовым полем.
Договор, ответственный за образование множества анклавов, датируется 1713 годом. В это время Империя Великих Моголов захватила некоторые земли раджи Куч-Бихар, но не смогла выселить всех феодалов с их земель.
6 июня 2015 года Индия и Бангладеш подписали соглашение о сухопутной границе, предполагавшее обмен анклавами. Согласно этому соглашению, Индия передала Бангладеш 111 анклавов в штатах Ассам, Западная Бенгалия, Трипура и Мегхалая общей площадью около 70 квадратных километров. Бангладеш передал Индии 51 анклав общей площадью около 28 квадратных километров. Население этих территорий составляло более 50 тысяч человек. После обмена территориями жителям бывших анклавов было предложено выбрать гражданство. После обмена территориями единственным эксклавом остаëтся бангладешский Дахаграм-Ангарпота, соединëнный с основной территорией коридором Тин Бингха.